# Postamt Stavenhagen
Das ehemalige Postamt Stavenhagen wurde um 1900 gebaut und befindet sich am Kreuzungspunkt zweier Bundesstraßen, im Volksmund der Postkreuzung in Stavenhagen in Mecklenburg-Vorpommern. In unmittelbarer Nähe befinden sich eine historische Mecklenburger Ganzmeilensäule und das Gasthaus Zur alten Post.

## Geschichte und Lage
In den Unterlagen der Post ist in Stavenhagen bereits 1889 auf der Übersichtskarte über die Postanstalten in den Großherzogtümern Mecklenburg-Schwerin und Mecklenburg-Strelitz ein Postamt 1. Klasse verzeichnet. Die Post- und Telegrafenämter dieser Bauart entstanden in vielen  Städten. Sie haben zumeist eine hohe gestalterische Ähnlichkeit, da seit 1875 durch das Reichspostamt zentral durch seine Bauabteilung die Gebäude geplant und über die zuständigen Oberpostdirektionen ausgeführt und überwacht wurden. Es ist ein zweigeschossiger Klinkerbau des Historismus im Stil der Neorenaissance mit einem Eckrisaliten als Haupteingang. Die Eingangsfront ist gekennzeichnet durch ein Säulen-Portal, das sich auch im Obergeschoss fortsetzt. Die architektonische Erscheinung ist ein gelungenes Beispiel für den wilhelminischen – historischen Nutzgebäudebau jener Zeit.
(siehe auch: Hauptpost Detmold oder Postamt Meiningen)

## Telegrafenlinie
Die Entwicklung des Telegrafenbetriebes ging fast überall, so auch in Mecklenburg, mit der Errichtung der Eisenbahntrassen einher. So wurden in den einzelnen Jahren zwischen 1854 und 1874 Staatstelegrafenanstalten in Mecklenburg für die Allgemeinheit in Betrieb genommen. In Stavenhagen erfolgte dies 1872.
Durch die „Vereinbarung über die Errichtung einer Telegrafenlinie von Güstrow über Neubrandenburg nach Neustrelitz“ vom 8. März 1856 sollten die beiden mecklenburgischen Großherzogtümer telegrafisch miteinander verbunden werden und darüber hinaus den Anschluss zu den östlichen preußischen Regionen über die östlich bereits verlaufenden preußischen Telegrafenlinien ermöglichen.
Für den Fall der Errichtung einer Eisenbahnlinie auf Strelitz’schem Gebiet waren wesentliche Regelungen für den Telegrafenbetrieb an diesen Trassen in der Vereinbarung geregelt, die z. B. einen Betrieb von Telegrafen an den Bahnstrecken nur für Eisenbahnangelegenheiten zuließen, ansonsten war der Staatstelegraf zu nutzen. Die Inventurunterlagen von 31. Dezember 1867 weisen aus, dass nunmehr die Telegrafenverbindung über Teterow, Malchin, Stavenhagen, Neubrandenburg nach Neustrelitz entlang der Friedrich-Franz-Eisenbahnlinie (M.F.F.E.) verlief.

Bilder von der ehemaligen Post
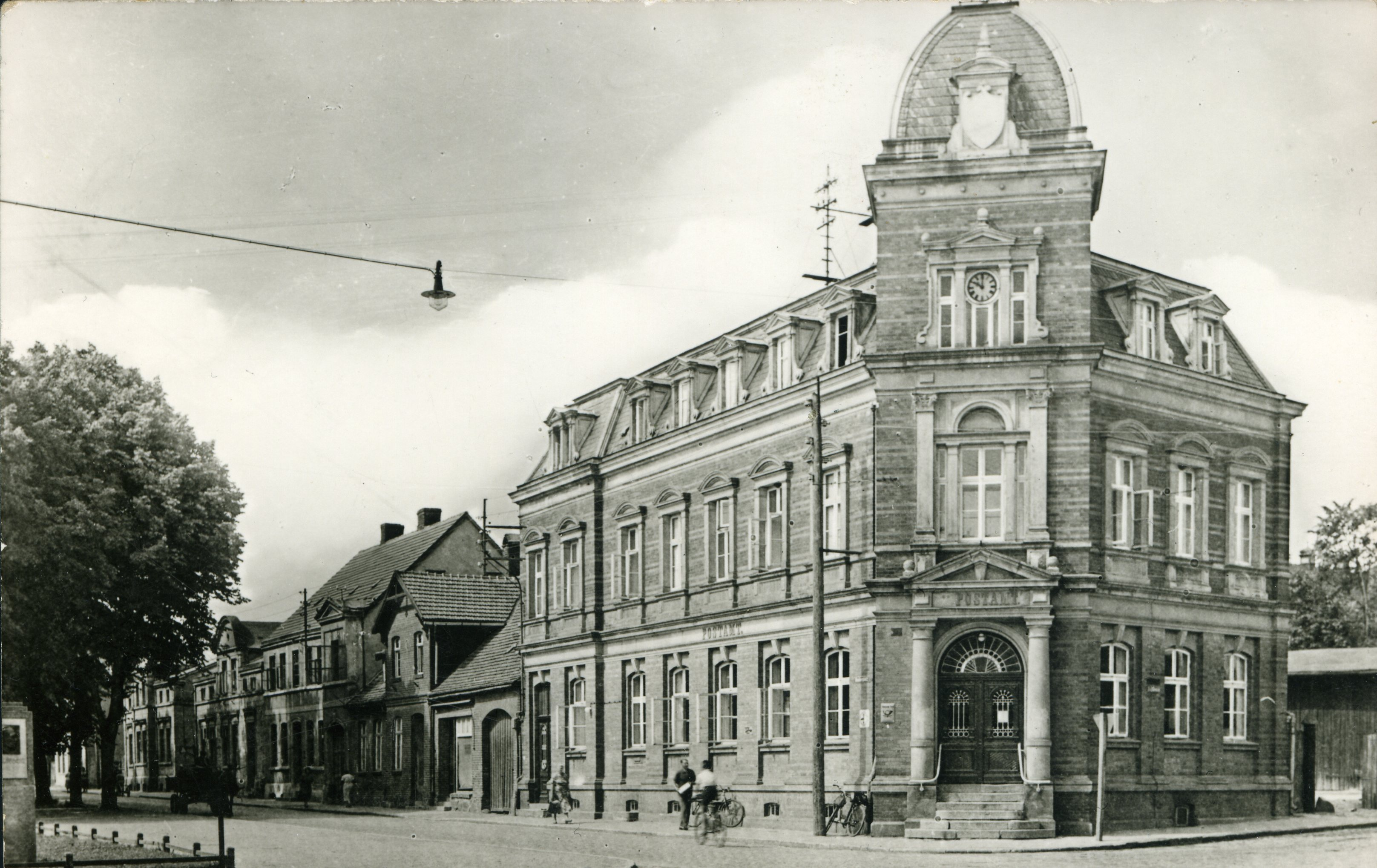
Postamt, um 1965
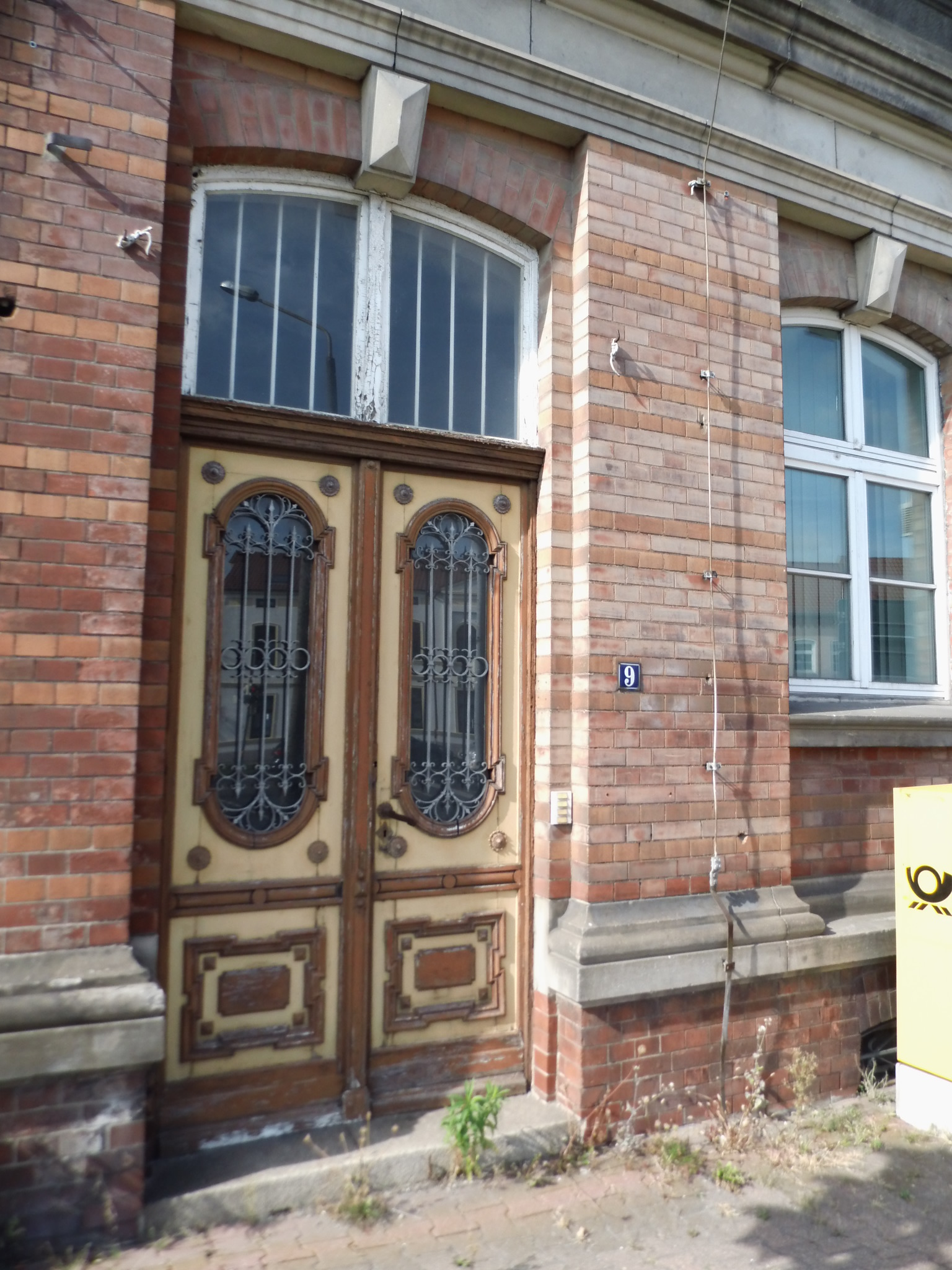
Diensteingang
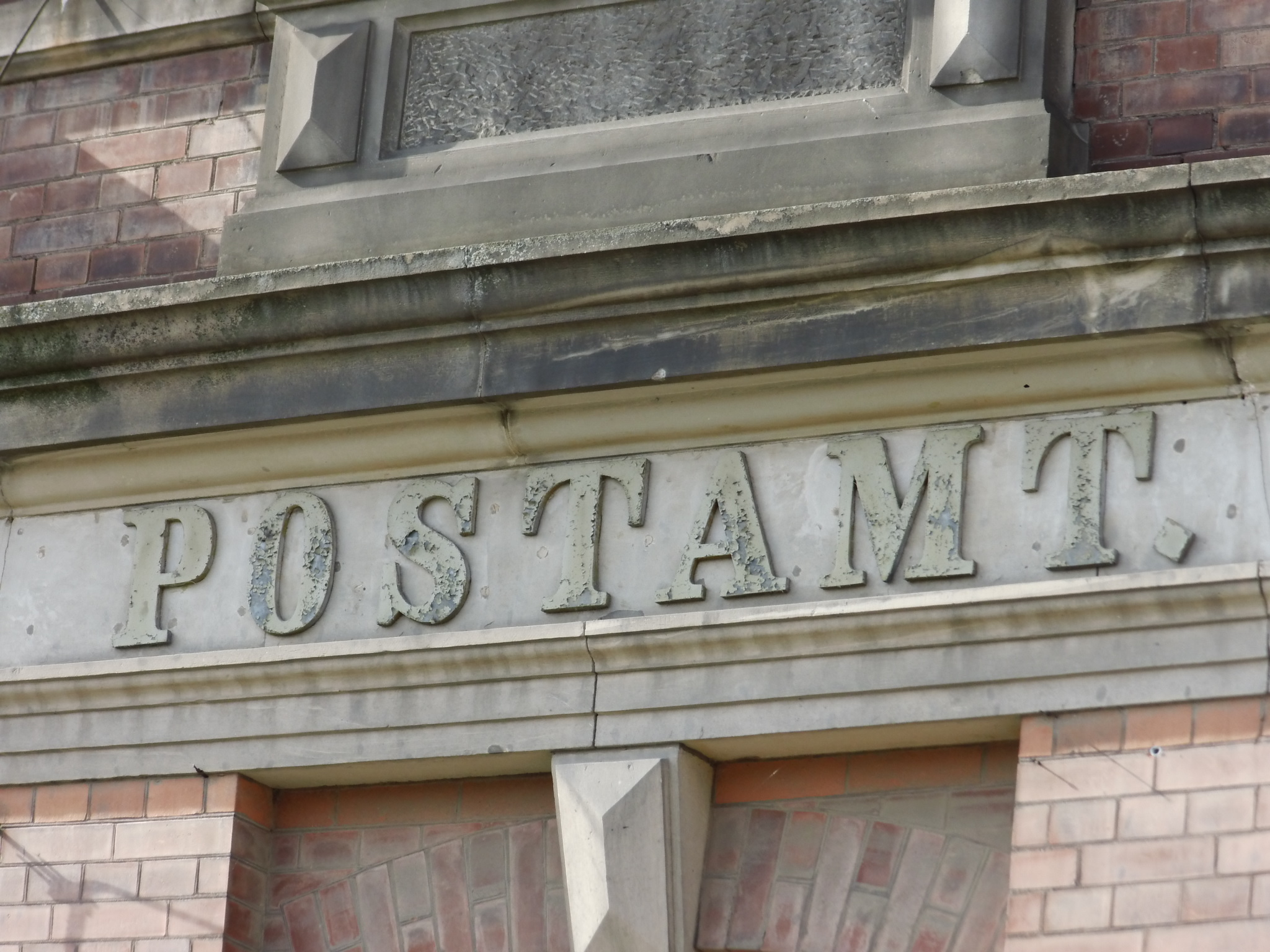
Seitenfront Schrift
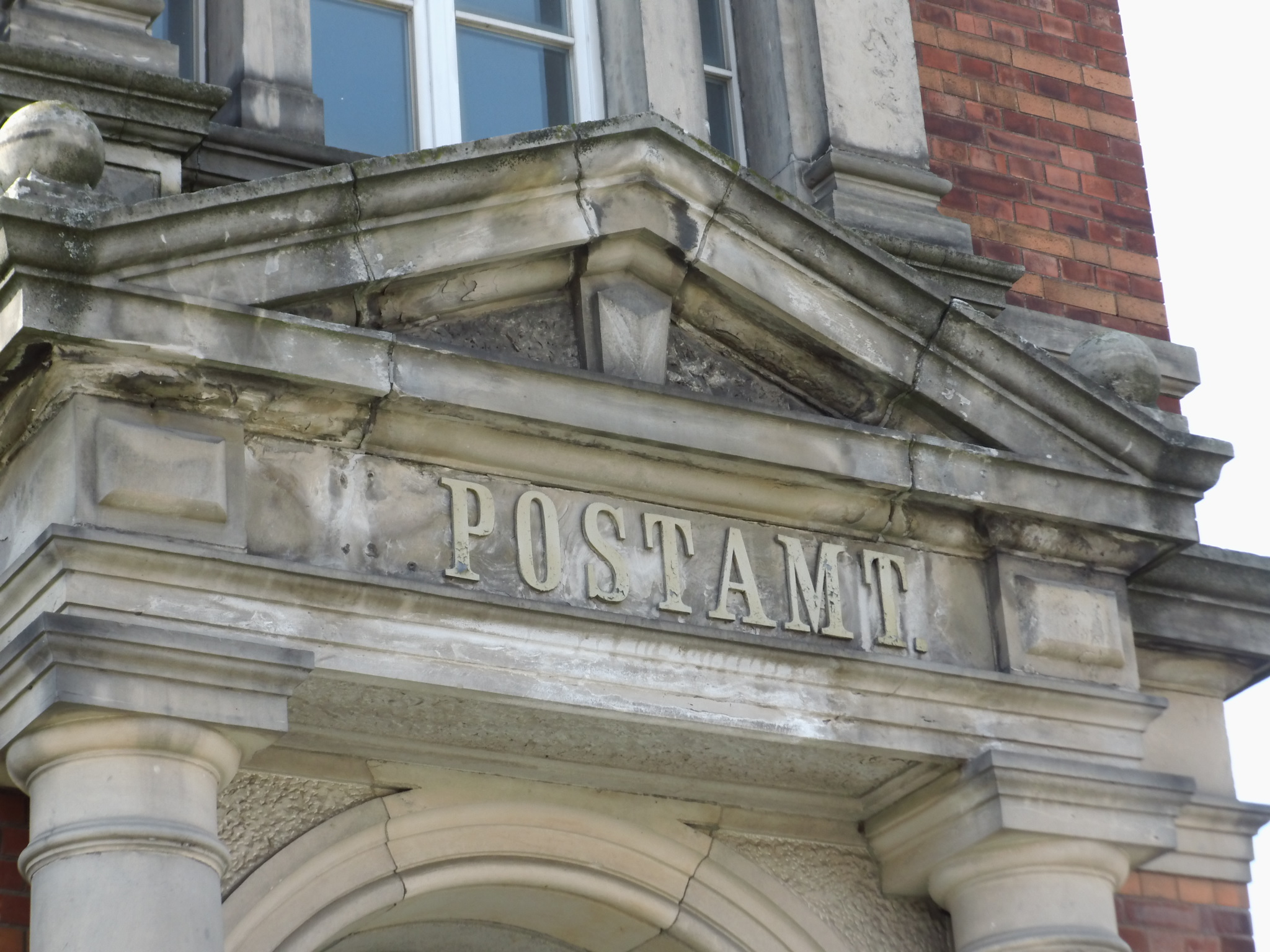
Haupteingang Schrift
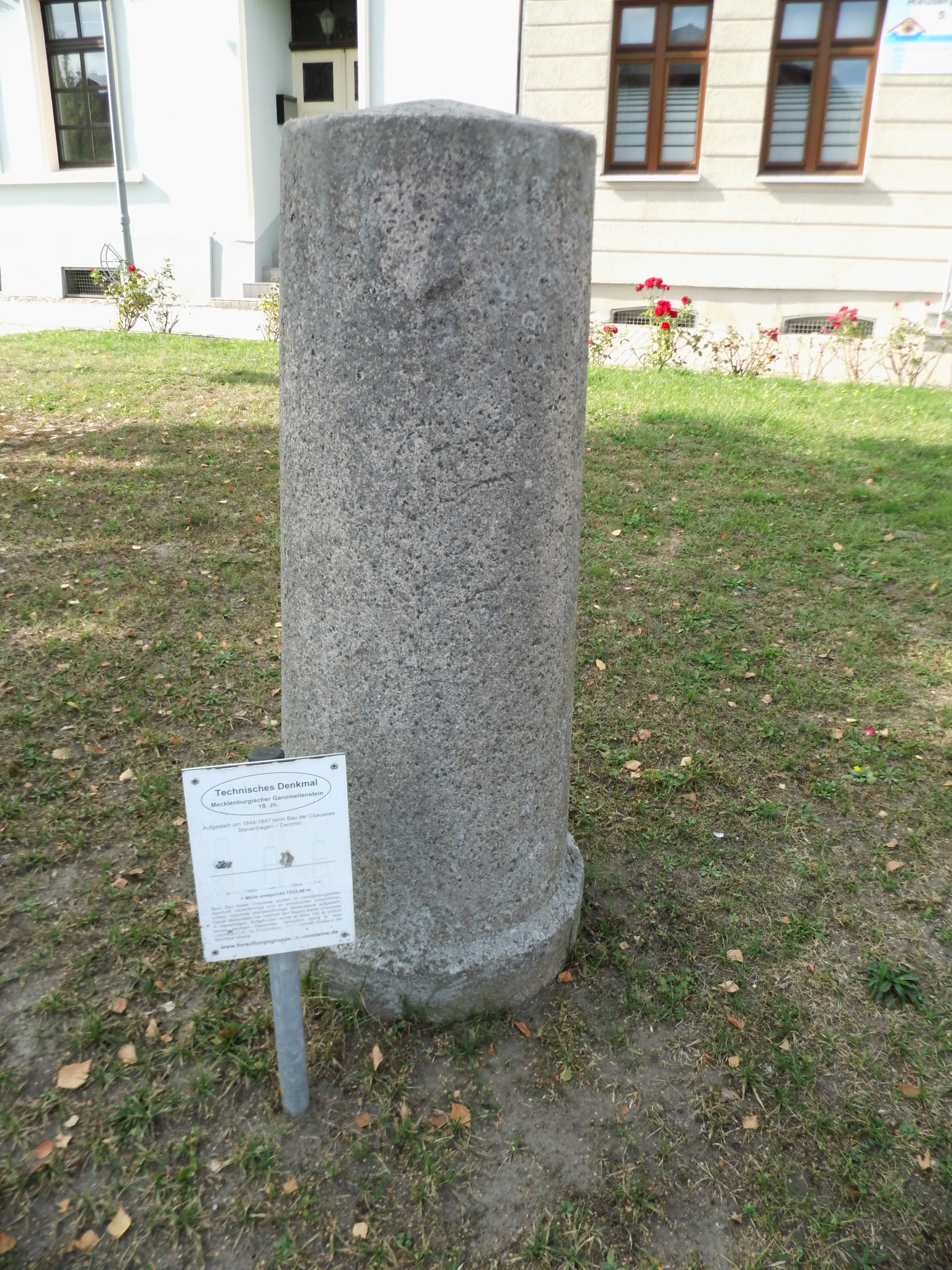
Meilenstein

## Nachnutzung
2019 wurde das Postgebäude an Privat verkauft und sollte in ein Wohn- und Geschäftshaus gewandelt werden. Im selben Jahr stellte der Eigentümer das Objekt zur öffentlichen Versteigerung durch die Karhausen AG auf. Seit Jahren ist das alte Posthaus, das am Schnittpunkt der Bundesstraßen B 104 und B 194 steht, ungenutzt. 2021 wurde das sanierungsbedürftige Objekt von einer Berliner Immobilienfirma übernommen. Das Gebäude erhielt 2023 ein neues Dach. Die weitere Zukunft des denkmalgeschützten Hauses ist offen. Postdienstleistungen gibt es heute (2023) an zwei anderen Stellen in Stavenhagen.